# Oxydia bilinea
Oxydia bilinea là một loài bướm đêm trong họ Geometridae.